# 本体编辑器

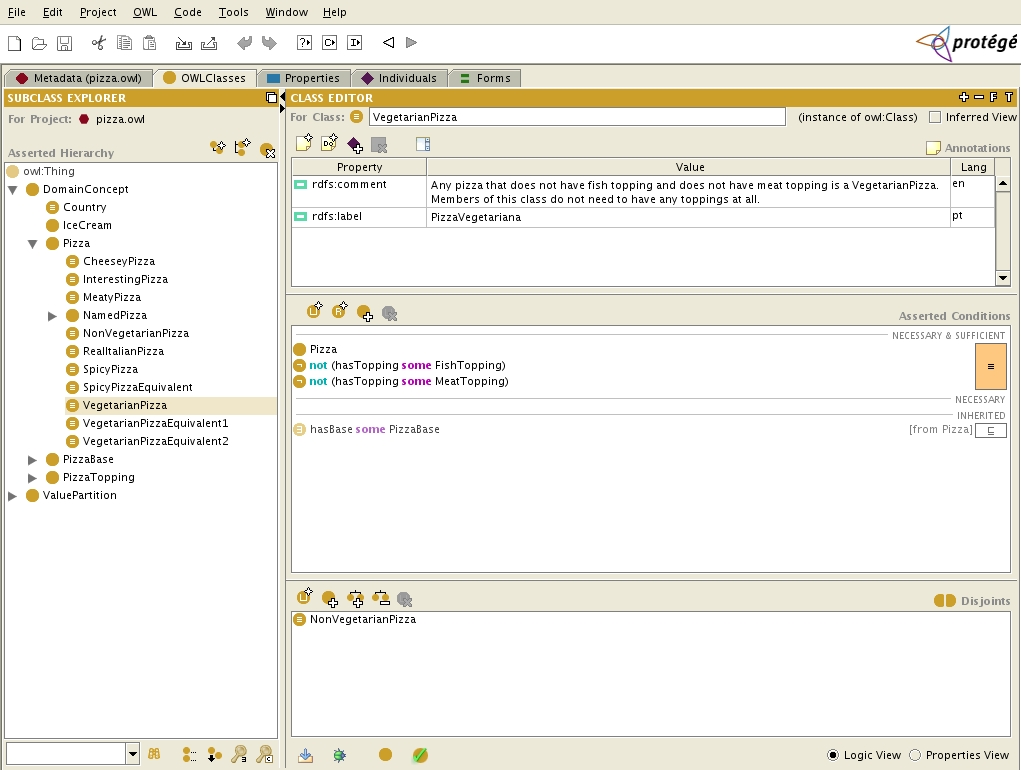
正在显示OWL格式比萨饼本体层级结构的Protégé本体编辑器

本体编辑器，又称为本体论编辑器或者本体管理环境，是指设计用于辅助本体之创建、编辑、保存或处理等操作的应用程序。它们往往在众多的本体语言之中选用其一来表达本体。不过，有些本体编辑器还可以采用其他本体语言进行导出。尽管人们大都习惯于称此类工具为“本体编辑器”，而本体编辑器的功能实际上往往并不仅局限于本体的创建、编辑和保存。

## 本体编辑器的选择标准
在有关选择本体编辑器的那些最为相关的准则当中，首先考虑的是编辑器从用于持久存储的实际本体语言之中抽象的程度，以及在知识模型（knowledge model）之内实现可视化导航的可能性。接着就是内置的推理引擎和信息提取工具以及对于OWL-S、都柏林核心之类上层本体（upper ontologies）的支持。另一项重要功能就是，要能为本体匹配而导入和导出那些采用外来知识表达语言格式的本体资源。

## 本体编辑器列表
- Protégé：美国斯坦福大学开发的基于Java的开源软件，可免费下载和使用，并且还配有许多示例本体。
- Semantic Turkey （页面存档备份，存于）（语义火鸡）：意大利罗马大学托尔·维尔戛塔开发的基于Java的Firefox扩展，用于管理本体以及从互联网上获取新的知识。
- Swoop （页面存档备份，存于）：美国马里兰大学开发的基于Java的开源型OWL本体浏览器与编辑器，可免费下载和使用。
- OBO-Edit （页面存档备份，存于）：基因本体协会（Gene Ontology Consortium） （页面存档备份，存于）开发的基于Java的开源型生物学本体编辑器，可免费下载和使用。
- Synaptica：道·琼斯Factiva（英语：Factiva）提供的本体、分类法与叙词表管理软件。该软件基于互联网，且支持OWL和SKOS格式。
- Knoodl （页面存档备份，存于）：这是一个属于自由网络应用程序或服务的本体编辑器、wiki以及本体注册系统（ontology registry）。其支持创建社区，可供社区成员采用协作的方式进行本体的导入、创建、讨论、文档编制以及发布。支持OWL、资源描述框架、RDF模式以及SPARQL查询。该工具是于2006年11月初由Revelytix公司提供的。
- TopBraid Composer （页面存档备份，存于）：基于Eclipse，可下载使用，全面支持RDFS和OWL，内置有推理引擎、SWRL编辑器、SPARQL查询、可视化以及XML和UML导入功能；来自TopQuadrant （页面存档备份，存于）。
- http://www.cse.sc.edu/research/cit/demos/java/joe/joeBeta-jar.html[ Java本体编辑器（Java Ontology Editor，JOE）] （页面存档备份，存于） (1998)
- Model Futures OWL编辑器（Model Futures OWL Editor）：自由软件，具有广泛多样的导入和导出功能（包括UML、（意为“叙词表叙词”）, MS Word, CA ERwin数据建模程序（英语：CA ERwin Data Modeler）以及CSV等等）。
- Ontolingua：美国斯坦福大学提供的Web服务。
- Chimaera （页面存档备份，存于）：同样是由美国斯坦福大学提供的其他Web服务。
- OntoEdit （页面存档备份，存于）：德国卡尔斯鲁厄大学提供的Web服务。
- OilEd：基于Java，可免费下载和使用，遵循GPL许可证，来自英国曼彻斯特大学，已不再维护。
- ScholOnto （页面存档备份，存于）：关于研究工作的以网络为中心的表达手段（net-centric representations of research）。
- WebODE：印度马德里技术大学（Technical University of Madrid）提供的Web服务。
- KAON：来自IPE Karlsruhe的开源型单用户及服务器解决方案。
- KMgen （页面存档备份，存于）：知识机器语言（Knowledge Machine language, KM language）的本体编辑器。知识机器（KM: The Knowledge Machine） （页面存档备份，存于）。
- LinKFactory （页面存档备份，存于）：基于Java的商品化本体编辑器。具备多用户协作支持能力和高度的可伸缩性（可处理数百万个知识对象），全面支持OWL，处理时间最短，支持多语言方法，来自Language and Computing （页面存档备份，存于）。
- DOME （页面存档备份，存于）：全称为“DERI本体管理环境（DERI Ontology Management Environment）”。基于Eclipse的开源软件。
- CMapTools：美国佛罗里达大学开发的基于Java的本体编辑器。支持许多格式。
- Transinsight （页面存档备份，存于）：专门为文本挖掘本体（text mining ontologies）而设计的编辑器。
- Be Informed Suite （页面存档备份，存于）：用于构建基于大型本体的应用程序的商品化工具。其中，包括可视化编辑器、推理引擎以及标准格式导出功能。

## 本体编辑器的功能需求

### 映射与匹配

#### 本体匹配
本体匹配，又称为本体对齐。